# Lý Hiền (nhà Đường)
Lý Hiền (chữ Hán: 李賢, 29 tháng 1, 655 - 13 tháng 3, 684), biểu tự Minh Doãn (明允), theo mộ chí thì biểu tự của ông là Nhân (仁), được biết đến với thụy hiệu Chương Hoài Thái tử (章懷太子), là con trai thứ sáu của Đường Cao Tông, vị Hoàng đế thứ ba của nhà Đường trong lịch sử Trung Quốc.
Được biết đến là con trai thứ hai của Võ Tắc Thiên, Lý Hiền nổi tiếng trong lịch sử vì tài năng hiếm có. Tuy nhiên vì mối hiềm khích với người mẹ ruột quyền thế, lại tự nghĩ mình là con trai do chị của Võ hậu là Hàn Quốc phu nhân Võ Thuận sinh ra nên ngày càng xa lánh, thậm chí chống đối với mẹ mình. Cuối cùng Lý Hiền đắc tội với Võ hậu, bị phế truất làm dân thường. Sau khi Võ Tắc Thiên nắm đại quyền qua việc phế truất Đường Trung Tông và lập Đường Duệ Tông, bà sai người giám sát Lý Hiền, nhưng không biết vô tình hay cố ý mà Lý Hiền bị các quan viên giám sát bắt ép tự sát.

## Tiểu sử
Khi Đường Cao Tông cùng Võ Tắc Thiên đến Chiêu lăng tế bái Đường Thái Tông, khoảng năm Vĩnh Huy thứ 5 (654), ngày 17 tháng 12 (âm lịch), mùa đông, Lý Hiền được sinh ra trên lộ trình. Hai sách Đường thư chính thống đều ghi lại Lý Hiền do chính Võ hậu sinh ra, tuy nhiên trong chính hai sách Đường thư cũng ghi lại tin đồn Lý Hiền do chị của Võ hậu, tức Hàn Quốc phu nhân Võ Thuận sinh ra.
Năm Vĩnh Huy thứ 6 (655), theo thông lệ dành cho các hoàng tử triều Đường, Lý Hiền được thụ phong tước Lộ vương (潞王). Năm Hiển Khánh nguyên niên (656), Thái tử Lý Trung bị phế truất, con trưởng của Võ hậu là Lý Hoằng kế vị Thái tử, Lộ vương Lý Hiền lại được gia phong kiêm thêm Thứ sử Kỳ Châu, Châu mục Ung Châu và Đô đốc U Châu, kỳ thực đây chỉ là một dạng tán hàm dành cho hoàng tử mà chưa có thực quyền. Khi còn nhỏ, Lý Hiền tinh thông cổ kim, chăm chỉ đọc sách, là một người rất thông minh và quyết đoán, từng được Cao Tông ở trước mặt Lý Thế Tích tán thưởng không ngừng vì tuổi trẻ tài cao, nói: "Đứa nhỏ này đã đọc Thượng thư, Lễ ký, Luận ngữ, ngâm nga thơ cổ phú mười mấy thiên, vừa thấy là có thể lĩnh hội, cũng sẽ không quên. Ta từng kêu nó đọc 《Luận ngữ》, nó đọc được ‘hiền hiền dịch sắc’ 贤贤易色, luôn mãi đọc. Trẫm hỏi vì cái gì mà lặp lại câu đó mãi thế, nó nói chính mình đặc biệt yêu thích những lời này, thế mới biết đứa nhỏ này thông minh xuất từ thiên tính".
Năm Long Sóc nguyên niên (661), khi được 7 tuổi, được đổi làm Phái vương (沛王), kiêm Đô đốc Dương châu. Năm Long Sóc thứ 2 (662), kiêm Đại đô đốc Dương Châu. Năm đầu Càn Phong (666), khi 11 tuổi, lại tiến phong làm "Tả Vũ vệ Đại tướng quân" (左武衛大將軍). Cũng trong năm đó, Lý Hiền chiêu mộ một trong Đường sơ Tứ kiệt là Vương Bột làm "Tu soạn" (修撰) trong phủ của mình, thập phần coi trọng. Hai năm sau, Lý Hiền cùng với em trai là Anh vương Lý Hiển chơi đá gà, Vương Bột trợ hứng mà viết "Hịch Anh vương kê" (檄英王鸡). Đường Cao Tông biết được sau giận dữ, cho rằng Vương Bột này sẽ châm ngòi khiến 2 vương tranh chấp, nên trục xuất Vương Bột khỏi vương phủ.
Năm Hàm Hanh thứ 3 (672), khi 18 tuổi, lại đổi làm Ung vương (雍王), Đại đô đốc Lương Châu, tiếp tục Ung Châu châu mục, lại kiêm "Hữu Vệ đại tướng quân" (右衛大將軍), cải tên thành Lý Đức (李德), thực ấp 1.000 hộ. Hai năm sau trở về tên cũ Lý Hiền.

## Thái tử Đại Đường
Năm Thượng Nguyên thứ 2 (675), anh trai Lý Hiền là Thái tử Lý Hoằng qua đời ở Hợp Bích cung. Tháng 6 cùng năm, ông được lập làm Hoàng thái tử, đại xá thiên hạ, cũng được lệnh tiến hành "Giám quốc" (監國).
Không lâu sau khi sách phong làm Thái tử, Đường Cao Tông mắc bệnh, do đó Hoàng thái tử Lý Hiền mới nhận lệnh làm "giám quốc", giải quyết việc triều chính một cách minh bạch, công bằng, rất được trong ngoài triều thần tán dương. Ông lại thường kết giao với bọn học sĩ, có các trước tác như "Liệt phiên chánh luận" (列藩正論), "Xuân cung yếu lược" (春宮要錄), "Tu thân yếu lãm" (修身要覽), lại cho sửa chú Hậu Hán thư của Phạm Diệp dâng lên Cao Tông, rất được khen ngợi. Năm Nghi Phượng nguyên niên (676), Đường Cao Tông viết chiếu thư, trực tiếp khen ngợi Thái tử Lý Hiền: "Hoàng thái tử giữ việc Lưu thủ Giám quốc tới nay không lâu sau, nhưng lưu tâm chính vụ, coi sóc bá tánh, phi thường tận tâm, đối với hình pháp cũng thẩm tra tường tận minh sát. Thêm việc chính vụ rất nhiều, có thể chuyên tâm tinh nghiên thánh nhân kinh điển, lĩnh hội thâm ý. Tiên vương sở tàng thư sách đều có thể nghiên cứu và thảo luận tinh hoa. Hảo thiện chính trực, là quốc gia hy vọng, không phụ lòng trẫm. Mệnh ban thưởng lụa gấm 500 đoạn".
Khi làm thái tử, Lý Hiền có nhiều công lao như thế, tuy nhiên ông lại cùng mẹ là Võ hậu quan hệ không được tốt đẹp. Lúc ấy, đạo sĩ Minh Sùng Nghiễm (明崇儼) được Võ hậu coi trọng, thường nói với Võ hậu:"Thái tử không thể thừa kế được, Anh vương (Lý Hiển) có dung mạo giống Thái Tông, Tương vương (Lý Đán) về sau sẽ đại quý". Nghe những lời này, Lý Hiền có ý chán ghét Sùng Nghiễm, trong khi đó lại có cung nhân nói Lý Hiền không phải do Võ hậu sinh ra mà là Hàn Quốc phu nhân sinh ra, mà Lý Hiền tự thấy nghi ngờ, nên thành ra sự mâu thuẫn với mẹ ruột ngày càng lớn. Ngay lúc này, Võ hậu cũng cho soạn "Thiếu Dương chánh phạm" (少陽政範) và "Hiếu tử truyện" (孝子傳) ban cho Lý Hiền, càng khiến ông rất bất an.

## Bị phế và qua đời
Năm Nghi Phượng thứ 4 (679), Minh Sùng Nghiễm bị cường đạo giết, rồi lại chậm chạp bắt không được hung thủ, bởi vậy Võ hậu nghi ngờ là do Lý Hiền làm.
Năm Điều Lộ thứ 2 (680), có người tố giác trong chuồng ngựa ở Đông cung phát hiện hàng trăm kiện áo giáp, Võ hậu liền sai Tiết Nguyên Siêu, Bùi Viêm, Cao Trí Chu điều tra việc này. Đường Cao Tông thương Lý Hiền, không muốn trị tội. Võ hậu nói:"Là con dân mà mưu nghịch, thiên địa bất dung; nay đại nghĩa diệt thân, có thể nào xá được?". Do vậy, Lý Hiền liền bị phế làm thứ dân, giam lỏng tại Trường An. Theo Tư trị thông giám, sự việc này được kể như sau: Lý Hiền bình thường dung mạo rất đẹp, rất sủng ái nam sủng là Triệu Đạo Sinh (趙道生), quan viên ở Đông cung là Vi Thừa Khánh khuyên can lại không nghe. Khi sự việc Thái tử phát ra, Triệu Đạo Sinh lại khai rằng Thái tử sai mình giết Minh Sùng Nghiễm. Không lâu sau, Đường Cao Tông lập con trai thứ 7 của mình là Lý Triết do Võ hậu sinh ra làm thái tử kế nhiệm.
Năm Vĩnh Thuần thứ 2 (683), Lý Hiền bị đày đến nơi hẻo lánh Ba Châu. Lúc đi, con cái nô bộc đều quần áo rách rưới thê lương, Lý Hiển vì thương anh mà cầu xin Cao Tông cùng Võ hậu cảm thương anh cả mà ban cho quần áo mùa đông, vì thế toàn gia Phế Thái tử mới bảo toàn mạng sống.
Năm Văn Minh nguyên niên (684), Đường Cao Tông băng hà, Võ hậu trở thành Hoàng thái hậu, lâm triều xưng chế, Thái tử Lý Hiển kế vị, tức Đường Trung Tông. Tuy nhiên chỉ một tháng sau, Trung Tông bị Võ Thái hậu phế bỏ, lập em trai là Lý Đán kế nhiệm, tức Đường Duệ Tông, Võ Thái hậu tiếp tục giữ đại quyền. Ngày 22 tháng 2 (âm lịch), Võ Thái hậu sai Kim Ngô vệ Đại tướng quân Khâu Thần Tích đến Ba Thục, dự định tăng thêm giám sát vì thân phận nhạy cảm của Lý Hiền, nhưng Khâu Thần Tích đem Lý Hiền đi nơi khác và lén bức Lý Hiền tự sát. Số tuổi của Lý Hiển tính theo năm dương là 29 tuổi, tuy nhiên Cựu Đường thư ghi lại 32 tuổi, mà Tân Đường thư ghi lại 34 tuổi. Võ Thái hậu được tin thì bi ai, an táng cho ông ở cửa Hiển Phước theo nghi lễ của tước vương với huy hiệu cũ là "Ung vương", rồi biếm Khâu Thần Tích làm Thứ sử Điệp châu. Không lâu sau đó, Khâu Thần Tích được trở lại vị trí Tả kim ngô tướng quân, sau lại có quân công bình định Từ Kính Nghiệp, không ít nghi ngờ sự việc Khâu Thần Tích bức ép Lý Hiền tự sát là do Võ hậu ngầm mật lệnh. Sách Tư trị thông giám ghi rõ về hành vi của Võ hậu, đối với chi tiết này thì khẳng định là do Võ hậu hạ lệnh.
Năm Thần Long nguyên niên (705), Đường Trung Tông phục vị, truy tặng Lý Hiền chức Tư đồ, rước linh cữu về an táng tại Càn lăng. Năm Cảnh Vân thứ 2 (711), Đường Duệ Tông truy phong cho ông thụy hiệu là Chương Hoài Thái tử (章懷太子), hợp táng cùng với vợ là Phòng thị, được gọi là Chương Hoài Thái tử mộ (章怀太子墓).

## Gia quyến
- Thê thiếp:

1. Chương Hoài Thái tử Tĩnh phi Phòng thị (章怀太子靖妃房氏; 658 - 711), người Thanh Hà, Bối Châu, xuất thân từ Thanh Hà Phòng thị (清河房氏), con gái Phòng Tiên Trung (房先忠), cháu nội của Phòng Nhân Dụ (房仁裕), là tộc thúc của đại thần Phòng Huyền Linh. Cuộc đời có ghi lại ở Đường Lũng Tây Lý thị Thanh Hà Thái phu nhân chi bia (唐陇西李氏清河太夫人之碑), Tặng Binh bộ Thượng thư Phòng Trung Công thần đạo bi tịnh tự (赠兵部尚书房忠公神道碑并序) cùng Chương Hoài Thái tử Tĩnh phi vãn từ (章怀太子靖妃挽辞).
2. Lương đệ Trương thị (良娣張氏), xuất thân từ Nam Dương Trương thị (南陽張氏) ở Nam Dương, cung nữ xuất thân, hầu ở tiềm để. Khi Lý Hiền bị biếm Ba Châu, cùng đi theo. Sau trở về Trường An, nhưng vẫn bị quản thúc. Lúc Lý Đán phong Tương vương, cả nhà mới có thể ra ngoài. Lúc này Phòng phi cùng Lý Thủ Lễ ở trong phường Hưng Hóa ở Tây thành, còn Trương thị ở trong phường Duyên Khang, phía tây của Hưng Hóa[25]. Có Chương Hoài Thái tử Lương đệ Trương thị thần đạo bi (章怀太子良娣张氏神道碑) ghi lại.

- Hậu duệ:

1. Lý Quang Thuận (李光順; ? - 692), trong năm Thiên Thụ (690 - 692) thời Võ Tắc Thiên được phong An Lạc Quận vương (安樂郡王), bị giết hại, không có con nối. Những năm Tiên Thiên thời Đường Huyền Tông cải truy tặng làm Cử vương (莒王). Lý Quang Thuận là trưởng tôn của Võ Tắc Thiên, sách sử không có ghi lại nguyên nhân bị tru sát, nhưng thời gian này là lúc Võ Tắc Thiên sử dụng nhiều gian đảng, rất có thể Lý Quang Thuận chết cũng tương tự như Đích trưởng tôn khác của Võ Tắc Thiên là Lý Trọng Nhuận, con đích trưởng của Đường Trung Tông.
2. Lý Thủ Lễ (李守禮; 672 - 741), bổn danh Quang Nhân (光仁), thụ Thái tử Tiển mã, nhận tập tước Tự Ung vương (嗣雍王), sau phong Bân vương (邠王). Thời trẻ tùy cha lưu đày, sau khi Lý Hiền chết thì cùng các con của Đường Duệ Tông Lý Đán cùng bị giam cầm trong cung. Khi mất cũng chôn ở Càn lăng.
3. Lý Thủ Nghĩa [李守义], trong năm Văn Minh thụ phong Kiền Vị quận vương (犍为郡王), sau cải phong Vĩnh An Quận vương (永安郡王), chết bệnh, vô hậu tự. Thời Đường Huyền Tông, truy tặng Tất vương (毕王).
4. Trường Tín Quận chúa (長信郡主): khi Lý Hiền bị phế thì hàng vi Huyện chúa. Những năm Thiên Thụ thứ 2 (691), tổ mẫu Võ Tắc Thiên giam cùng các anh em ruột và các con của Đường Duệ Tông trong cung, hơn 10 năm không được ra.